# Wikisky
Wikisky（ウィキスカイ）は、WIKISKY.ORGがインターネット上で無料公開している電子星図サービス。PC上に表示された星図上をマウスで移動できる他、位置情報やキーワード検索が可能となっている。同様のサービスにGoogle Skyなどがあるが、Wikiskyは星図上で天体の写真や情報等をアップロードするのが容易で、かつ誰にでも許されているため、情報の共有化になじみ易いシステムとなっている。